# François Joseph Paul de Grasse
François Joseph Paul de Grasse (Le Bar-sur-Loup, 13 september 1722 – Tilly, 11 januari 1788) was een Frans admiraal die vooral succesvol was tijdens de Amerikaanse Onafhankelijkheidsoorlog. Tevens was hij lid van het Gezelschap der Cincinnati.

## Biografie
François Joseph Paul de Grasse werd geboren als jongste zoon van markies François de Grasse Rouville. Op 11-jarige leeftijd ging hij in dienst bij de Orde van Malta als page van grootmeester Ramon Despuig. In 1741 stapte hij over naar de Franse marine. Hij maakte zijn eerste gevechtshandelingen mee tijdens de Oostenrijkse Successieoorlog. Na de voor Frankrijk slecht verlopen Zevenjarige oorlog werd De Grasse belast met de heropbouw van de Franse vloot.

### Amerikaanse Onafhankelijkheidsoorlog
In 1778 werd hij samen met de graaf van Orvilliers naar Amerika gestuurd voor de Franse deelname aan de onafhankelijkheidsoorlog. Een jaar later voegde hij zijn vloot bij die van Charles Hector d'Estaing in de Caraïben. In het Caraïbisch gebied wist De Grasse vele overwinningen te behalen. In 1781 landde hij met een klein leger van 3.000 man in Virginia om het Franse expeditieleger onder Rochambeau, dat George Washington bijstond, te versterken.
Eens terug bij zijn vloot werd hij meteen gedwongen slag te leveren tegen de Engelsen in de Slag bij Chesapeake. Hij wist hier een grote overwinning op de Britten te behalen en legde een blokkade die hun bevoorrading in Yorktown verhinderde. Het droeg bij aan wat achteraf de beslissende nederlaag van de Britten zou blijken te zijn.
Eerst keerde hij nog terug naar de Caraïben, waar hij het onderspit moest delven tegen de Britten. Uiteindelijk werd hij in de Slag bij de Saintes door hen gevangengenomen. Hij werd overgebracht naar Londen en na de Vrede van Parijs in 1783 werd hij vrijgelaten.

### Later leven
Na zijn terugkeer in Frankrijk werd De Grasse schuldig bevonden aan de nederlaag bij Saintes. Hierop gaf hij aan dat hij met pensioen zou gaan. Hij trok zich terug op zijn landgoed te Tilly waar hij in 1788 overleed. Hij werd begraven in de église Saint-Roch.

## Trivia
De Grasse was volgens de overlevering een reus van twee meter. In zijn ontmoeting met George Washington die 1 meter 92 groot was, sprak de Grasse Washington aan met "mon petit général".